# Virginie de Clausade
Pour les articles homonymes, voir Clausade.
 (décembre 2010).
Si vous disposez d'ouvrages ou d'articles de référence ou si vous connaissez des sites web de qualité traitant du thème abordé ici, merci de compléter l'article en donnant les références utiles à sa vérifiabilité et en les liant à la section « Notes et références ».
Virginie de Clausade, née le 22 avril 1981 à Paris, est une actrice, auteure, productrice et animatrice audiovisuelle franco-belge.

## Biographie

### Enfance et formation
Virginie de Clausade est née le 22 avril 1981 à Paris.

### Famille
La petite-fille de Hubert de Clausade, dit Roland Hubert, directeur du Palais des congrès de Paris, et la nièce de Hervé Hubert, un des principaux producteurs télé (essentiellement jeux) du PAF.

### Débuts dans la comédie et passage à l'animation télévisée (2001-2008)
En 2001, âgée de 20 ans, elle fait sa première apparition à l'écran en tenant le premier rôle féminin de la comédie fantastique Les Rois Mages, réalisée par Didier Bourdon et Bernard Campan. 
On la voit aussi dans des séries télévisées - Julie Lescaut, Commissariat Bastille, SOS 18  jusqu'en 2003. L'année suivante, elle se tourne vers l'animation.
Elle débute sur la chaîne Paris Première, où elle présente et écrit avec Laurent Nicourt et Hervé Nicourt, son programme court, Que dire ? pendant quelques mois. Michel Field l’invite à devenir chroniqueuse, de 2004 à 2006, dans l'émission culturelle Ça balance à Paris  sur Paris Première. L’émission est ensuite présentée par Laurent Ruquier et Pierre Lescure.
Ruquier lui propose d'intégrer sa bande à la radio, sur Europe 1, et dans son émission On va s'gêner, ainsi que celle de On a tout essayé sur France2. Elle apparait chaque lundi de la saison 2006-2007.

### Animatrice pour le Groupe TF1 (2007-2009)
Elle signe avec le groupe TF1 à la fin de cette saison, faisant ses débuts en mai 2007.  Elle co-présente Les Enfants de la télé sur TF1, avec Arthur.
Parallèlement, elle publie un livre, Specimens à disposition des jeunes filles faciles chez Flammarion. Entre 2007 et 2009, elle anime Star Mag, magazine du cinéma sur TPS. En 2009, elle présente un jeu sur NT1, Tout pour plaire, un jeu de dating.

### Dernières émissions télé et radio (2009-2012)
À partir du 24 août 2009, elle coanime la matinale de Fun Radio aux côtés de Manu Lévy et de Vacher du lundi au vendredi de 6 heures à 9 heures. Les deux saisons du morning qu’elle anime aux côtés de Manu battent alors les records d'audience de la station.
Du 10 octobre 2010 au 20 février 2011, elle revient à la télévision pour reprendre Paris tout compris sur France 3 Ile-De-France, qui entre dans sa deuxième saison. Enceinte, elle laisse l'émission pour attendre son second enfant.
Son retour médiatique s'opèrera dès 2012, sur TF1,  choisie pour co-présenter le nouveau télé-crochet de The Voice, la plus belle voix, avec Nikos Aliagas.

## Ecriture et mise en scène
En 2007, elle publie Specimens à disposition des jeunes filles faciles, suivi de L'Âge des promesses et de Une journée ordinaire chez Flammarion.
En 2015, elle publie son cinquième ouvrage, De bruit et de fureur chez Plon, biographie des trois dernières années de Thierry Le Luron.
En 2021, paraît The Normal Heart de Larry Kramer aux éditions L'Avant-Scène Théâtre, qu’elle a traduit et dont elle signe les photos.
En septembre 2021, elle met en scène la pièce du fondateur de Act-Up au théâtre du Rond-Point. Le succès critique et public est au rendez-vous. La pièce est reprise au théâtre La Bruyère de janvier à avril 2022.
En 2022, paraît Femmes de Porcelaine, chez Michel Lafon, coécrit avec Elodie Hesme. Roman historique sur la première grève contre le droit de cuissage à Limoges en 1905.

## Vie privée
Avec Luc Charles, elle a eu un fils, Mercutio Charles de Clausade, né en 2008. Avec l'acteur Dimitri Storoge, elle a eu un autre fils, Vadim Storoge de Clausade, né le 13 mars 2011.

## Carrière médiatique

### Parcours en radio
- 2006-2007 : On va s'gêner sur Europe 1 ;
- 2009-2011 : Manu à la radio ! avec Emmanuel Levy (Manu), le morning (émission matinale) de Fun Radio.

### Émissions de télévision
- 2004-2006 : Ça balance à Paris (sur Paris Première)
- 2004 : Que dire ? (sur Paris Première)
- 2006-2007 : On a tout essayé (sur France 2)
- 2008 : Les Arts de la table (TF1)
- 2009 : Tout pour plaire (sur NT1)
- 2007-2009 : StarMag (sur TPS Star)
- 2007-2010 : Les Enfants de la télé sur TF1
- 2010 : Paris tout compris sur France 3
- 2010 : Starfloor (sur W9 et Fun Radio)
- 2011-2012 : Paris Tout Compris
- 2011 : WSOPE à Cannes pour Direct 8
- 2012 : The Voice, la plus belle voix  sur TF1
- 2012 : WSOP Europe sur RTL9 avec Lionel Rosso

## Publications
- En avril 2008, elle publie son premier livre, Spécimens à disposition des jeunes filles faciles, chez Flammarion. Il s'agit de quelques portraits de garçons qu'une jeune fille, facile ou pas, peut croiser sur son chemin, avant de rencontrer le bon ou de repartir vers de nouvelles aventures.
- 2010 : L'Âge des promesses (Flammarion).
- 2011 : Une journée ordinaire (Flammarion).
- 2016 :  De bruit et de fureur (Plon), biographie des dernières années de vie de Thierry Le Luron, au travers de lui, elle écrit un journal de la fin des années 1980,  « les années SIDA ».
- 2021 : traduction de The Normal Heart chez L'Avant-Scène Théâtre
- 2022 : Femmes de porcelaine (Michel Lafon) co-écrit avec Elodie Hesme

## Théâtre
- Juin à août 2009 : elle joue dans Les Monologues du vagin d'Eve Ensler au Théâtre Michel
- 2018 : Suprême NTM, elle accompagne Jérémie Lippmann, pour mettre en scène le retour du groupe au Palais omnisports de Paris-Bercy
- septembre 2021 : Elle traduit, adapte et met en scène The Normal Heart au théâtre du Rond-Point avec Michaël Abiteboul, Jules Pelissier, Joss Berlioux, Andy Gillet, Deborah Grall, Dimitri Storoge . Le texte est paru chez L'Avant-Scène Théâtre.

## Filmographie

### Actrice

#### Cinéma
- 2001 : Les Rois Mages, réalisé par Didier Bourdon et Bernard Campan

#### Télévision
- 2001 : Disparitions (épisode no 46 de Julie Lescaut), réalisé par Alain Wermus
- 2001 : Le blouson rouge (épisode de Commissariat Bastille), réalisé par Gilles Béhat
- 2001 : En toute innocence (épisode de Commissariat Bastille), réalisé par Jacques Malaterre
- 2001 : Feux croisés (épisode no 3 de Commissariat Bastille), réalisé par Gilles Béhat
- 2002 : Compte à rebours (épisode no 6 de Commissariat Bastille), réalisé par Jean-Marc Seban
- 2003 : Accident de parcours (épisode no 3 de SOS 18), réalisé par Jacques Malaterre

#### Clip vidéo
- 2004 : Contact de Kyo

### Productrice
- 2005 : Foon, réalisé par Les Quiches (productrice associée)
- 2008 : Monsieur Méchant, court-métrage réalisé par Fabrice Blin